# Megalaimidae

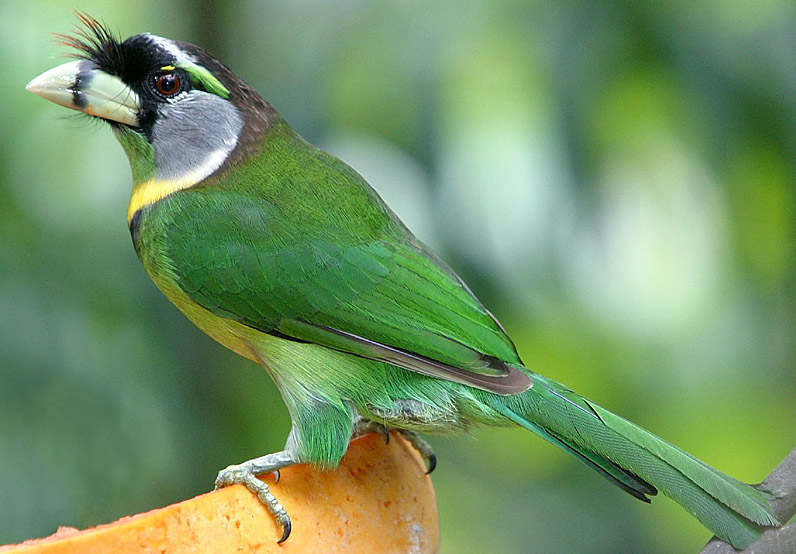
Psilopogon pyrolophus

Los megalaímidos (Megalaimidae) son una familia de aves que contiene a los barbudos asiáticos, estaba anteriormente incluida con los demás barbudos dentro de Capitonidae (Short y Horne, 2002), pero ahora se consideran como una familia separada. [cita requerida] Existen 26 especies que viven en áreas desde Tíbet hasta Indonesia.
La diversidad  de especies se concentra alrededor de la Península Malaca y de Sumatra, por lo que es probable que la familia se originara allí o en las cercanías.
Suelen ser de apariencia gruesa, con cabeza grande, y el pico grueso flecado con cerdas. El gran barbudo (Megalaima virens), con 210 g y 33 cm, es la más grande de las especies, y en realidad entre sus parientes solo sobrepasado en tamaño por algunos de los tucanes.

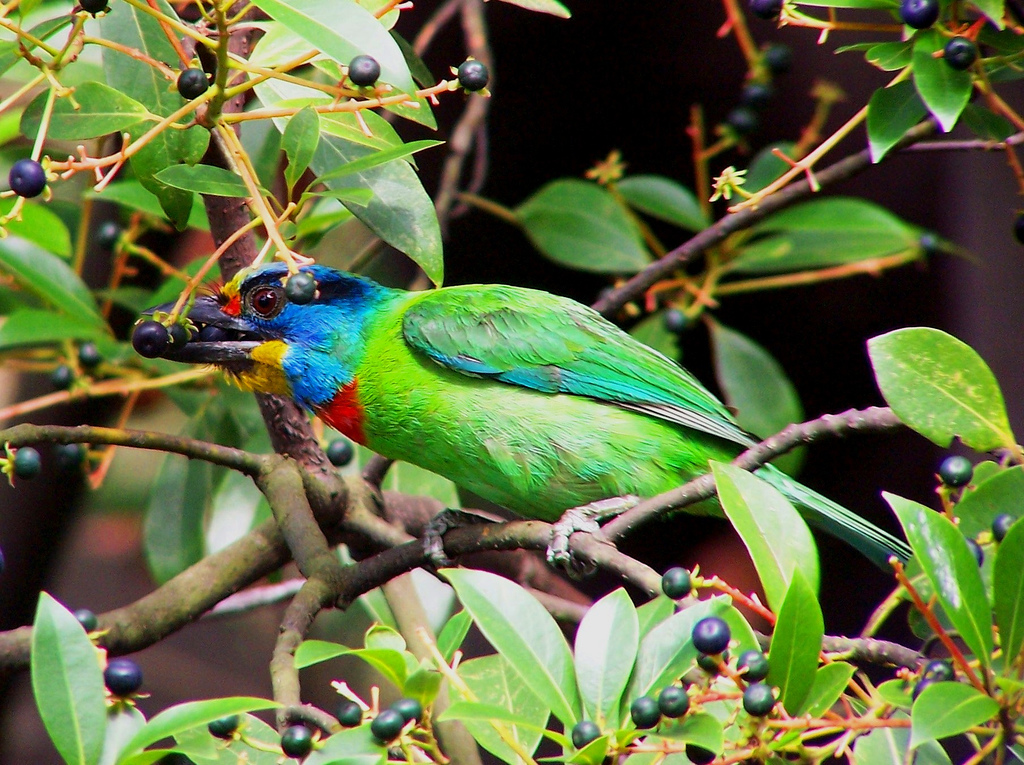
Como en la mayoría de los barbudos asiáticos, las frutas constituyen la mayor parte de la dieta de Megalaima oorti.

Los barbudos asiáticos suelen ser aves del bosque denso. Una especie, Megalaima haemacephala (barbudo calderero), está adaptada a la vida de los bordes de bosques y los matorrales, comiendo insectos y frutas. Los higos, producidos por el género Ficus, son el fruto más importante que consumen los barberos asiáticos. Grandes árboles de higueras atraen varias especies de barberos junto a otros frugívoros. Además de las higueras, visitan numerosas especies de árboles y arbustos frutales. Un solo barbero puede alimentarse de hasta 60 especies diferentes en su hábitat. También visitan plantaciones para consumir frutas y vegetales cultivados. La fruta es comida entera y el material indigerible como los carozos de semillas son regurgitadas luego (a menudo antes de cantar). La regurgitación no suele ocurrir en el nido (como sucede con los  tucanes). Los barberos pueden ser agentes importantes  en la dispersión de semillas en la selva tropical.
Además de frutas también consumen artrópodos, que cazan rebuscando en las ramas y troncos de los árboles. Atrapan un amplio espectro de insectos, incluyendo hormigas, cigarras, libélulas, grillos, saltamontes, escarabajos, polillas y mantis. También comen escorpiones y ciempiés, y unas pocas especies también comen pequeños vertebrados como lagartijas, ranas y gecos.
Los detalles precisos de la nidificación de muchas especies no se conocen aún. Como muchos miembros de su orden, Piciformes, hacen sus nidos en huecos excavados en los árboles, y ponen de 2 a 4 huevos, que incuban durante 13-15 días.
No existe generalmente  mucha interacción entre los barbudos asiáticos y los humanos. Algunas especies, como Megalaima virens (gran barbudo) y Megalaima lineata (barbudo lineado) invaden plantaciones y huertos, particularmente en la India, y se capturan algunas cantidades para el comercio de aves en jaula debido a su coloración agradable.
Aunque ninguno de los barbudos asiáticos están considerados como amenazados, se conoce que varias especies son intolerantes de la deforestación y requieren bosques viejos para prosperar. Por ejemplo, en Singapur solo la especie Megalaima rafflesii tolerante de bosques secundarios permanece de las especies que originalmente se encontraban allí, así como el Megalaima haemacephala que ha expandido su rango y ha colonizado la isla desde la década de 1960.

## Sistemática
Subfamilia Megalaimatinae
- Género Psilopogon
  - Psilopogon pyrolophus, barbudo con penacho de fuego
- Género Megalaima
  - Megalaima virens, gran barbudo
  - Megalaima lagrandieri, barbudo de bajovientre rojo
  - Megalaima zeylanica, barbudo de cabeza castaña
  - Megalaima lineata, barbudo lineado
  - Megalaima viridis, barbudo de cara blanca
  - Megalaima faiostricta, barbudo de orejeras verdes
  - Megalaima corvina, barbudo de garganta castaña
  - Megalaima chrysopogon, barbudo de patillas dorada
  - Megalaima rafflesii, barbudo de coronilla roja
  - Megalaima mystacophanos, barbudo de garganta roja
  - Megalaima javensis, barbudo de banda negra
  - Megalaima flavifrons, barbudo de frente amarilla
  - Megalaima franklinii, barbudo de garganta dorada
  - Megalaima oorti, barbudo de ceja negra
  - Megalaima asiatica, barbudo de garganta azul
  - Megalaima monticola, barbudo de montaña
  - Megalaima incognita, barbudo bigotudo
  - Megalaima henricii, barbudo de coronilla amarilla
  - Megalaima armillaris, barbudo de frente flameante
  - Megalaima pulcherrima, barbudo de nuca dorada
  - Megalaima australis, barbudo de orejeras azules
  - Megalaima eximia, barbudo de Borneo
  - Megalaima rubricapilla, barbudo de frente carmesí
  - Megalaima haemacephala, barbudo calderero

Subfamilia Calorhamphinae
- Género Calorhamphus
  - Calorhamphus fuliginosus, barbudo castaño

No está del todo resuelto si el género Capitonides de la Europa del Mioceno Temprano a Medio pertenece a esta familia o a los Lybiidae (barbudos africanos). De hecho, Capitonides podría ocupar una posición más basal dentro de todo el clado de los tucán-barbudos, dado que estas aves prehistóricas se parecen a un tucán primitivo, sin los autoapomorfismos actuales de estas aves.